# Neoperla recta
Neoperla recta és una espècie d'insecte plecòpter pertanyent a la família dels pèrlids.

## Descripció
- El seu aspecte general és molt similar al de Neoperla obliqua.[5]
- Els adults són de color ocraci a marronós i tenen gran ocels i antenes de marró fosc a negre.
- Les ales dels mascles fan 12,5-14,5 mm de llargària i les de les femelles entre 16 i 17.
- Els ous són ovalats i fan 0,33 x 0,25 mm.[6]

## Hàbitat
En el seu estadi immadur és aquàtic i viu a l'aigua dolça, mentre que com a adult és terrestre i volador.

## Distribució geogràfica
Es troba a Malèsia: les illes Filipines.